# Ramon Capdevila Masana
Ramon Capdevila Masana (14 de gener de 1790 - Madrid, 10 de desembre de 1846), fou un eminent metge militar, cirurgià i catedràtic del Reial Col·legi de Cirurgia de Barcelona i del Reial Col·legi de Medicina de San Carlos de Madrid.
Encara estudiava quan va ser nomenat practicant de l'exèrcit durant la guerra del Francès Guerra del Francès, a l'acabar la qual renaudó seus estudis i es va llicenciar, ingressant de nou en l'exèrcit com a cirurgià de l'regiment de Ferran VII. En 1819 va fixar la seva residència a Madrid i va guanyar en brillant oposició la càtedra de terapèutica mèdica del Col·legi de Sant Carles que va exercir fins a la seva mort.
Va aconseguir molta fama com pràctic i professor i el govern li va comissionar per estudiar i analitzar les aigües medicinals de Navasferio, encarregant-li el 1830 de visitar els malalts á conseqüència d'una epidèmia desenvolupada a la presó de Madrid. El 1835 va revisar l'estat sanitari de l'exercit del Nord, durant la guerra civil, motiu pel qual servei el govern el va nomenar consultor honorari del cos de Sanitat militar, sent nomenat en 1845 director general de l'esmentat cos, amb la categoria de brigadier de l'exèrcit.
Va ser a més individu i president de la Reial Acadèmia de Medicina de Madrid, conseller d'Instrucció pública, vocal de Consell de Sanitat i de la Junta de Sanitat de Madrid i individu de diverses societats nacionals i estrangeres.
Amb data 20 de setembre de 1846, la reina Isabel II el nomena director general del Cos de Sanitat Militar.

## Obra
- Elementos de terapèutica y matèria mèdica, que va ser de text per espai de molts anys en el Col·legi de Sant Carles i de la qual es van fer sis edicions, la segona en 1825 (Madrid), i Lecciones de Principios de Quimica (Madrid, 1831).